# Kedungsri
Kedungsri is een bestuurslaag in het regentschap Purworejo van de provincie Midden-Java, Indonesië. Kedungsri telt 740 inwoners (volkstelling 2010).